# The Sane Asylum
The Sane Asylum è il primo album discografico del gruppo musicale statunitense Blind Illusion, pubblicato nel 1988 dall'etichetta discografica Combat Records.

## Il disco
Si tratta uno dei primi dischi di thrash tecnico e presenta ritmiche particolarmente elaborate, assoli di chitarra frenetici ma ben congengati e linee di basso complesse.

La tecnica esecutiva dei musicisti è molto elevata e stilisticamente disomogenea, le composizioni sono infatti rette da strutture progressive, che vendono la presenza di riff di matrice speed metal, di assoli di basso di riminescenza funk e di inserti psichedelici.

Il cantato è minimale e pressoché impostato su toni gravi e ruvidi, senza però mancare di doti interpretative che conferiscono maggiore cupezza alle canzoni.
Il disco venne pubblicato dalla Combat Records negli Stati Uniti ed uscì in Europa tramite la Music for Nations, che si avvalse del comparto Under One Flag, all'epoca il corrispettivo dell'etichetta statunitense.

Il CD fu ristampato in digipack, a tiratura limitata di 2000 copie, dalla Metal Mind Productions nel 2007.

Nel 2015 è stato ristampato da World In Sound in edizione rimasterizzata con l'aggiunta di tre tracce bonus provenienti dal demo Trilogy of Terror del 1985 originariamente prodotto da Kirk Hammett.

## Tracce
Testi e musiche di Marc Biedermann.
1. The Sane Asylum – 1:37
2. Bloodshower – 3:52
3. Vengeance is Mine – 5:29
4. Death Noise – 7:08
5. Kamakazi – 5:08
6. Smash the Crystal – 3:29
7. Vicious Visions – 6:17
8. Metamorphosis of a Monster – 6:40

Tracce bonus 2015
Trilogy of Terror (Demo, 1985)
1. Banshee – 3:52
2. Glass Guillotine – 4:00
3. Destroyer – 3:02

## Formazione
Membri del gruppo
- Marc Biedermann – voce, chitarra
- Larry LaLonde – chitarra
- Les Claypool – basso
- Mike Miner – batteria

Membri aggiuntivi
- Gene Gilson – basso (tracce bonus)
- David Godfrey – voce (tracce bonus)
- Children of the Revillusion (Cristiana, Elisabetta, Francesca, Jeff Wing, Marissa, Michael Lorenzo) – coro (Metamorphosis of a Monster)